# 기리노 도시아키
기리노 도시아키(桐野利秋)는 사쓰마번사, 일본의 육군 군인이다. 개명 전의 이름은 나카무라 한지로(中村半次郎)이다.